# Communauté de communes du Casaccóni è Gólu Suttanu
Die Communauté de communes du Casaccóni è Gólu Suttanu ist ein ehemaliger französischer Gemeindeverband mit der Rechtsform einer Communauté de communes im Département Haute-Corse in der Region Korsika. Sie wurde am 15. Dezember 2014 gegründet und umfasste sieben Gemeinden. Der Verwaltungssitz befand sich im Ort Campile.

## Historische Entwicklung
Mit Wirkung vom 1. Januar 2016 wurde der Gemeindeverband aufgelöst. Die Gemeinde Bisinchi wanderte zur Communauté de communes des Quatre Territoires ab, die anderen schlossen sich der Communauté de communes de la Castagniccia-Casinca an. 

## Ehemalige Mitgliedsgemeinden
1. Bisinchi
2. Campile
3. Crocicchia
4. Ortiporio
5. Penta-Acquatella
6. Prunelli-di-Casacconi
7. Volpajola